# Jesús Prujà i Puig
Jesús Prujà i Puig (Mataró, Maresme, 25 de desembre del 1925 - Barcelona, 29 de setembre del 2002) fou un polític català, antic diputat al Parlament de Catalunya

## Trajectòria
Doctor en ciències naturals i diplomat en gerència i direcció cooperativa, va ser director de l'Institut d'Estudis Europeus fins al 1980. Militant d'Esquerra Republicana de Catalunya, partit del qual va ser membre del Comitè Executiu i secretari adjunt d'Organització i d'Afers Municipals. Va ser membre del Club d'amics de la UNESCO del Maresme.
A les eleccions al Parlament de Catalunya de 1980 fou elegit diputat per la circumscripció de Barcelona. En el Parlament de Catalunya fou president de la Comissió d'investigació sobre la central nuclear d'Ascó i membre de la comissió de drets humans, en condició del qual acudí com a supervisor als judicis dels militants d'EPOCA Antoní Massaguer i Mas, Xavier Barberà i Ferran Jabardo pel cas Bultó.

## Obres
- Heretgia liberal (1982) ISBN 9788430075072
- De la utopia liberal a l'espectre nacional (1983) ISBN 8439806426
- Màgia i frustració del liberalisme (1986) ISBN 8439865139